# Julia Gajer
Julia Gajer née Julia Wagner le 5 août 1982 à Hanovre est une triathlète professionnelle allemande. Double championne d'Allemagne de triathlon longue distance en 2013 et 2014 et vainqueur sur compétition Ironman en 2014. Elle participe aussi à des compétitions de duathlon et à des marathons.

## Biographie

### Jeunesse
Julia Wagner commence le sport par la pratique de la natation pendant sa période scolaire. Après un déménagement pour poursuivre des études en pharmacie, elle fait partie d'une équipe universitaire de sport qui l'incite à prendre part à son premier triathlon en 2007. En 2008 elle remporte à Heuchelberg sa première épreuve sur distance M. et renouvelle sa performance sur distance moyenne lors du Breisgau Triathlon à Malterdingen.

### Carrière sportive
Elle continue tout en poursuivant des études le sport et remporte le marathon de Lucerne en 2 h 47 en 2010. En 2011, elle s'engage pour la première fois sur distance Ironman à l'occasion du Challenge Roth et réalise le deuxième meilleur temps féminin pour une sportive allemande en 8 h 56 min 23 s. Trois mois plus tard, elle remporte le marathon de Munich en 2 h 47 min 42 s.
En 2012, elle prend la troisième place des championnats d'Europe de triathlon longue distance et en  juin 2013 elle remporte le championnat d'Allemagne moyenne distance. En novembre de cette année, elle remporte à Tempe en Arizona sa première victoire distance Ironman, où pour la quatrième fois, elle passe sous la barre des neuf heures en 8 h 52 min 49 s.
En 2014, elle conserve son titre de championne d'Allemagne lors du Challenge Kraichgau en Autriche et remporte en juillet 2014, le challenge Roth. En octobre, elle participe pour la première fois au championnat du monde Ironman à Kona, elle rentre dans la grille des prix avec un temps de 9 h 16 min 58 s.
En 2016, après avoir pris la seconde place de l'Ironman 70.3 Pays d'Aix en France, elle remporte le championnat des États-Unis d'Ironman en remportant l'Ironman Texas en 8 h 11 min 1 s qu'elle domine sur la partie marathon. Cette victoire la qualifie directement pour la course d'Hawaï. Pour des raisons techniques exceptionnelles sur la partie vélo, d'importants travaux sur l'ancien circuit ne permettant pas son utilisation, le circuit a été ramené à une distance totale de 150 km au lieu des 180 habituels

### Vie professionnelle et privée
En 2009, elle commence des études à l'institut des sciences pharmaceutiques de l'Université de Fribourg en vue d'y soutenir une thèse de doctorat. À la fin de 2011, elle termine son doctorat et se marie au mois de  novembre avec Markus Gajer. Elle le rencontre au sein de l'institut où elle obtient son doctorat, post doctorant et triathlète passionné également.
Depuis 2012, elle vit à Ditzingen, une banlieue de Stuttgart et en dehors de quelques heures de travail hebdomadaire dans une pharmacie elle s'adonne essentiellement au triathlon. Elle devient professionnelle sous son nouveau nom en 2012.

## Palmarès
Le tableau présente les résultats les plus significatifs (podium) obtenus sur le circuit international de triathlon depuis 2011.
| Année | Compétition                                           | Pays       | Position           | Temps           |
| ----- | ----------------------------------------------------- | ---------- | ------------------ | --------------- |
| 2019  | Ironman 70.3 Autriche                                 | Autriche   | Médaille de bronze | 4 h 30 min 27 s |
| 2019  | Ironman Hamburg                                       | Allemagne  | Médaille de bronze | 9 h 9 min 39 s  |
| 2016  | Challenge Walchsee-Kaiserwinkl                        | Autriche   | Médaille d'or      | 4 h 19 min 13 s |
| 2016  | Ironman 70.3 Pays d'Aix                               | France     | Médaille d'argent  | 4 h 2 min 29 s  |
| 2016  | Ironman Texas                                         | États-Unis | Médaille d'or      | 8 h 11 min 1 s  |
| 2015  | Ironman Arizona                                       | États-Unis | Médaille de bronze | 9 h 3 min 15 s  |
| 2015  | Ironman Allemagne                                     | Allemagne  | Médaille d'argent  | 9 h 1 min 58 s  |
| 2015  | Ironman 70.3 Luxembourg                               | Luxembourg | Médaille d'or      | 4 h 17 min 25 s |
| 2015  | Ironman 70.3 Kraichgau                                | Allemagne  | Médaille d'argent  | 4 h 27 min 15 s |
| 2015  | Ironman 70.3 Majorque                                 | Espagne    | Médaille d'argent  | 4 h 26 min 53 s |
| 2014  | Ironman 70.3 Kraichgau                                | Allemagne  | Médaille d'or      | 4 h 27 min 35 s |
| 2014  | Championnats d'Allemagne de triathlon longue distance | Allemagne  | Médaille d'or      | 9 h 0 min 50 s  |
| 2014  | Ironman Texas                                         | États-Unis | Médaille d'argent  | 9 h 0 min 51 s  |
| 2013  | Ironman Arizona                                       | États-Unis | Médaille d'or      | 8 h 42 min 59 s |
| 2013  | Championnats d'Allemagne de triathlon longue distance | Allemagne  | Médaille d'or      | 8 h 51 min 4 s  |
| 2013  | Challenge Roth                                        | Allemagne  | Médaille de bronze | 8 h 51 min 4 s  |
| 2012  | Championnats d'Europe de triathlon longue distance    | Allemagne  | Médaille de bronze | 8 h 57 min 2 s  |
| 2012  | Challenge Roth                                        | Allemagne  | Médaille de bronze | 8 h 57 min 2 s  |
| 2012  | Ironman 70.3 Autriche                                 | Autriche   | Médaille d'or      | 4 h 23 min 14 s |
| 2011  | Challenge Roth                                        | Allemagne  | Médaille d'argent  | 8 h 56 min 23 s |